# F-10B
F-10B（エフイチマルビー）は、富士通によって開発された、NTTドコモの第三世代携帯電話（FOMA）端末である。

## 概要
本端末は法人向けに開発された携帯電話であり、事実上のF-06Aの後継機種にあたる。F-08Bをベースとしているが、同機種がポップなデザインであるのに対し、同機種は、ビジネス向けにシックなデザインとなっている。
法人向けの機種であるため、通常の機種とは違い、ミュージックプレーヤーやワンセグ、カメラといった機能は省かれている。それによりコストを抑えると同時にセキュリティーを高めるために富士通の専売特許ともいえる、指紋センサー、開閉ロック（自動ロック）、端末データ遠隔消去、microSDカードの中身を他の端末では開くことができないmicroSDパスワード機能などを搭載している。その他後述の「遠隔カスタマイズサービス」で通常の携帯電話以上のセキュリティーを確保している。
相手の声だけでなく、自分の声の会話もmicroSDカードに保存する「通話メモ機能」が搭載されている。
販売チャネルはNTTドコモ、ドコモショップの法人担当のみとなるため店頭で購入する場合事前に確認が必要となる。個人での購入はできない。
IPX5／IPX7／IPX8相当の防水、防塵機能がある。

## 遠隔カスタマイズサービス
F-06Aに引き続きビジネスmopera安心マネージャーというNTTドコモの法人向けサービスを利用することにより、携帯電話の管理者がパソコンから、遠隔で以下のような携帯電話の制御を行うことができる。
- 遠隔ロック - 遠隔でのおまかせロックや利用中断ができる
- 遠隔データ削除/遠隔初期化 - アドレス帳やメール、スケジューラー、保存している写真まで削除することができる
- 機能の制限 - 赤外線機能の制限、メモリ登録外着信についても、企業管理者が利用を制限出来る。
- iモード制限 - 指定サイト以外接続禁止、フィルタリング設定
- 強制指紋利用 - 遠隔操作で指紋登録をしないとアドレス帳やメールを利用させない制限や閉じるだけでロック状態にすることもできる。
- アドレス帳の制御 - 電話帳お預かりサービス を利用して、アドレス帳のバックアップ、共有アドレス帳の強制書き込み、電話帳の削除などができる。
- 紛失した携帯電話を基地局情報を利用して紛失した携帯電話をさがす、ケータイお探しサービスも同時に利用ができる。

## 機能
| 主な対応サービス                   | 主な対応サービス                                                    | 主な対応サービス                       | 主な対応サービス                                 |
| ---------------------------------- | ------------------------------------------------------------------- | -------------------------------------- | ------------------------------------------------ |
| タッチパネル                       | FOMAハイスピード7.2Mbps                                             | Bluetooth                              | DCMX／おサイフケータイ                           |
| iアプリオンライン／地図アプリ      | 直感ゲーム                                                          | iウィジェット                          | マチキャラ／iコンシェル                          |
| ホームU／ポケットU                 | GPS／ケータイお探し                                                 | デコメール／デコメ絵文字／デコメアニメ | iチャネル                                        |
| 着もじ                             | テレビ電話／キャラ電                                                | 電話帳お預かりサービス                 | フルブラウザ                                     |
| おまかせロック／バイオ認証         | 外部メモリーへiモードコンテンツ移行／ユーザーデータ一括バックアップ | トルカ                                 | iC通信／iCお引越しサービス                       |
| きせかえツール／ダイレクトメニュー | バーコードリーダ／名刺リーダ                                        | 2in1                                   | エリアメール／ソフトウェアーアップデート自動更新 |
| GSM／3Gローミング（WORLD WING）    | 着うたフル／うた・ホーダイ                                          | Music&Videoチャネル／ビデオクリップ    | デジタルオーディオプレーヤー(WMA)(AAC)           |

## アプリケーション
以下のアプリケーションがプリインストールされている。
- モバイルGoogleマップ
- ヘルスチェッカー
- ドコモWebメール
- Start! iウィジェット
- iWウォッチ
- 地図アプリ
- 株価アプリ
- FOMA通信環境確認アプリ

## 歴史
- 2010年8月31日 - 発売開始

## 不具合・アップデート
2011年2月22日に以下の不具合の修正がソフトウェアアップデートによって行われた。
- イヤホンマイク接続時に着信音が鳴らない場合がある。

2011年4月11日に以下の不具合の修正がソフトウェアアップデートによって行われた。
- 通話メモを自動録音すると、30秒以上録音できない場合がある。

2011年12月5日に以下の不具合の修正がソフトウェアアップデートによって行われた。
- 携帯電話（本体）の電源がOFFの状態で電源ボタンを長押ししても、電源が入らない場合がある。